# Joseph Friedrich Leopold

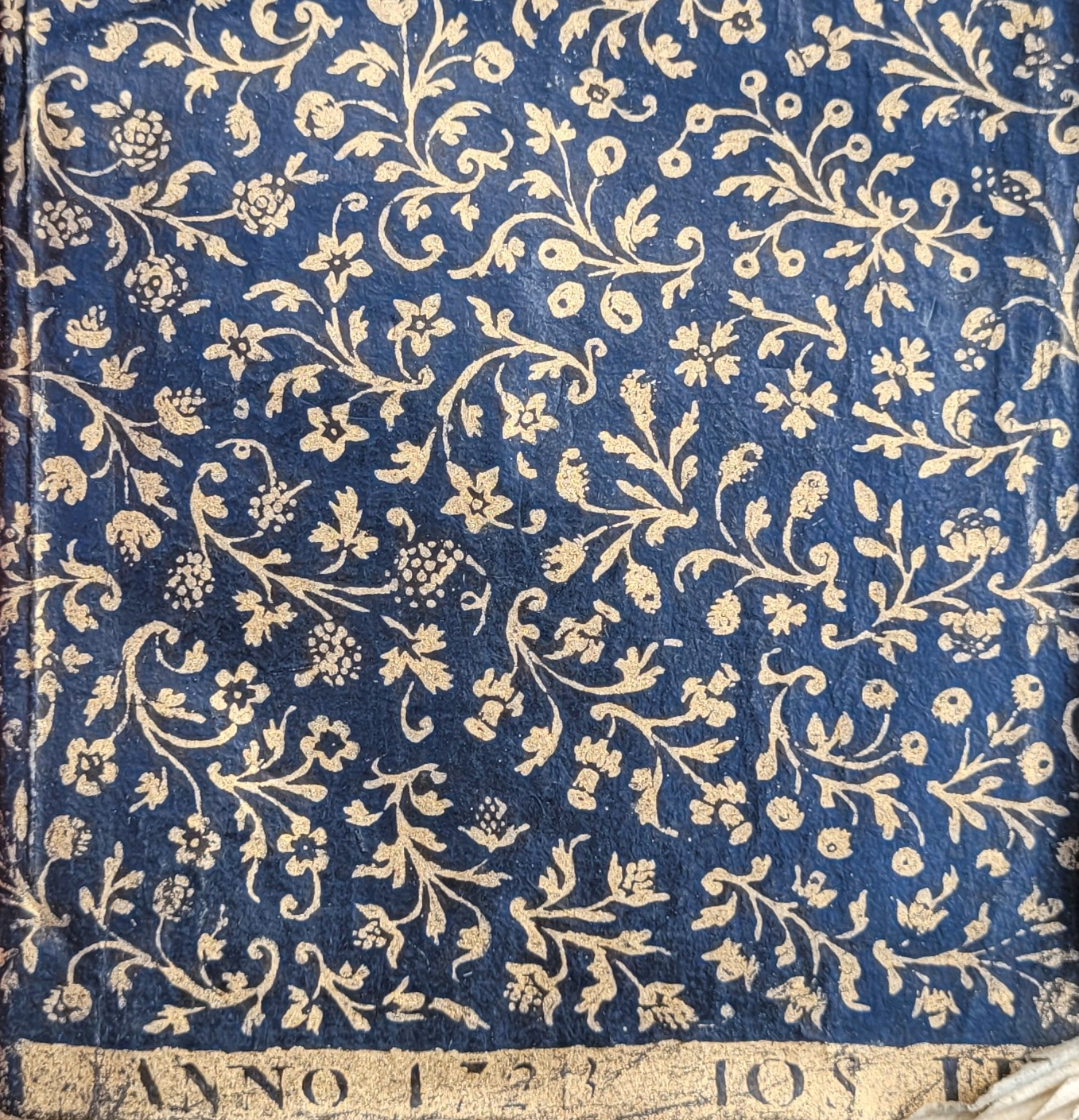
Bronzefirnispapier anno 1723;
signiert IOS FR[iedrich Leopold]

Joseph Friedrich Leopold (auch: Josef, Iosef; latinisiert Josephus Fridericus Leopoldus; * 1668 in Marktredwitz; † 6. Februar 1727 in Augsburg) war ein deutscher Kupfer- und Notenstecher sowie Kunst- und Musik-Verleger und -händler.

## Biografie
Leopold kam 1689 nach Augsburg. Er war seit dem 21. April 1698 mit Eleonora Magdalena Steudner, einer Tochter des Augsburger Kupferstechers und Kunstverlegers Philipp Steudner verheiratet. Er war der Vater des Kupferstechers und Verlegers Johann Christian Leopold. Als Kupferstecher machte sich Leopold ab 1695 einen bleibenden Namen. Er gründete einen Verlag für Musiknoten, den sein Sohn bald zum bedeutendsten in Augsburg in der ersten Hälfte des 18. Jahrhunderts ausbaute. Die Bedeutung des Firmengründers liegt jedoch in erster Linie in der frühen „Verbreitung kopierter oder nachgeahmter ausländischer Ornamentformen“, die er in Form von Vorlagebüchern herausgab und damit Illustrierten Drucken in Deutschland zum Aufschwung verhalf.
Leopold arbeitete mit verschiedenen Künstlern und Kunsthandwerkern zusammen, etwa mit Johann Andreas Thelott, Albrecht Biller und Balduin Drentwett. 1723 begann er mit einer Serie von zum Teil kolorierten Stadtansichten
Das Deutsche Buch- und Schriftmuseum der Deutschen Nationalbibliothek zählt in seinem Bestand unter der Überschrift Papierhistorische Sammlungen Leopold zu den Buntpapiermachern. Laut Haemmerle fertigte er „Türkisch Papier“ und andere Buntpapiere; deswegen hatte er „Streitigkeiten wegen Kopierns mit Jakob Johann Crespi“. Für seine metallisierten Papiere erhielt er 1726 ein kaiserliches Privileg. Haemmerle rechnete seine Brokatpapiere, „besonders solche mit Chinoiserien“, „zu den besten Erzeugnissen ihrer Art.“
1719 übernahm Leopold den Augsburger Verlag von Johann Ulrich Krauß.
Im Zeitraum von 1710 bis 1750 veröffentlichte die Verlegerfamilie 221 Grafiken und Städteansichten.

## Werke

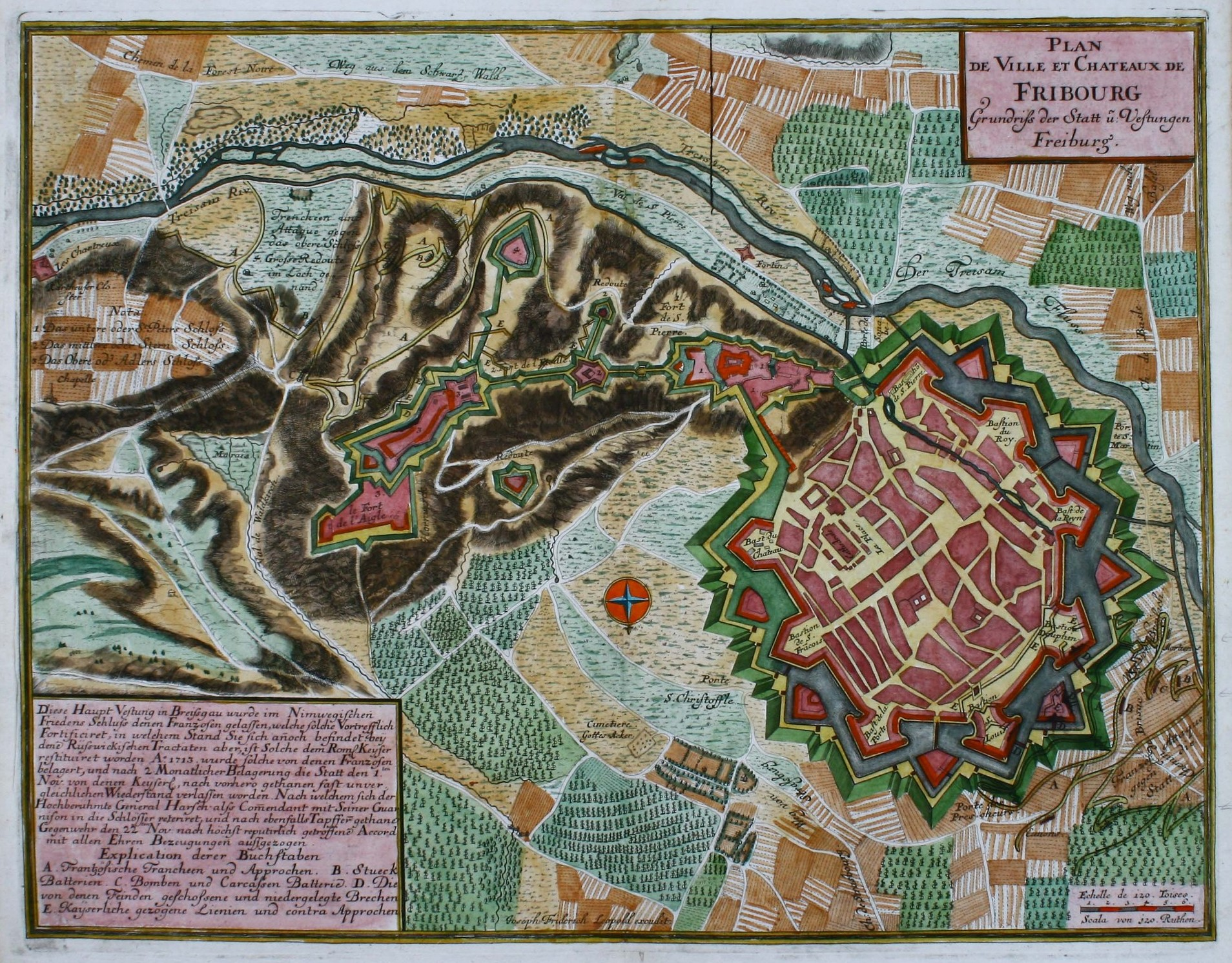
Freiburg

Ab 1695 stach Leopold insbesondere Bildnisse von Herrschern und viele andere Verlagswerke, Landkarten, Städteansichten und vor allem Ornamentwerke.
- 1695: Triumphus Amoris, De Cunctis universi huius Incolis Actus, Emblematibus ac Symbolis Latinis, Italicis, Gallicis, Germanicis Oculis exhibitus. Oder: Die über den gantzen Erd-Cräiß Triumphirende Liebe / in nachdencklichen Sinn-Bildern / neben sehr curiosen Lateinischen / Italianischen / Französischen und Teutschen Bey-Sprüchen / auch kurtzweiligen Versen / fürgestellet. Augsburg 1695 nach der 1683 erschienenen „Emblemata amatoria des englischen Literaten Philip Ayres“[5]
- Ein neues Buch von allerhand Gold-Arbeit: auff unterschiedliche Art und Manier sehr wol u. nützlich Zu gebrauchen. Entwürfe des Goldschmieds David Baumann, Leopold, Augsburg 1695 (metmuseum.org).
- Vier Blätter mit Abbildungen sind unter dem Namen Schweinfurt (Schweinfurter Stadtansicht vor 1719) bekannt, im Original Scwinfurt, signiert mit Ioseph Fridrich Leopold.
  - Ein Neudruck erschien 1961 in Schweinfurt durch den Historischen Verein e.V., die Gruppe des Kulturvereins e.V. und die Gruppe des Frankenbundes e.V.
- 1698: Blätter nach Aegidius Bichel.[6]
- Im Altarraum der Kirche St. Nikolaus in Farchach am Starnberger See finden sich zwölf kolorierte Kupferstiche hinter Glas von Aposteln und Evangelisten.[7]
- Fürstellung Derjenigen Statuen, Groupen, Bäder, Brunnen, Vasen wie auch anderer herrlichen Zierrathen welcher dergemahlen in den unvergleichlichen Königl. Schloß und in dem fürtrefflichen Garten zu Versailles zu sehen seyn. Zuerst nach den Originalien gezaichnet und zusammengetragen von Simon Thomassin. Augsburg 1750, Vorwort[8]
- Den kolorierten Kupferstich Die schwedischen Könige Gustav II. Adolf (1594-1632) und Karl XII. am Christusfelsen nennt das Schlesische Museum zu Görlitz sein Eigen.[9]

Notenwerke
- Leopold gab über seinen Verlag Werke verschiedener Komponisten heraus, darunter Sebastian Bodinus und Johann Caspar Ferdinand Fischer.[1]